# Jäla församling
Jäla församling var en församling i Skara stift och i Falköpings kommun. Församlingen uppgick 2002 i Grolanda-Jäla församling.

## Administrativ historik
Församlingen har medeltida ursprung. 
Församlingen var till 1962 annexförsamling i pastoratet Grolanda och Jäla som till 1757 även omfattade Skärvums församling. Från 1962 till 2002 var församlingen i pastorat med Floby församling som moderförsamling. Församlingen uppgick 2002 i Grolanda-Jäla församling.

## Kyrkor
- Jäla kyrka